# سينثيز بيتا-كيتواسيل- إيه سي بي II
في علم الإنزيمات ، سينثيز بيتا-كيتواسيل-بروتين حامل الأسيل II ( 
ر.ت.إ

2.3.1.179

```
) هو 
إنزيم
 
يحفز
 
التفاعل الكيميائي
 الحيوي في البكتيريا والحيوان والإنسان. يسمى كثيرا Fab F.
```

(Z) -hexadec-11-enoyl- [بروتين حامل الأسيل] + مالونيل- بروتين حامل الأسيل {\displaystyle \rightleftharpoons } (Z) -3-oxooctadec-13-enoyl- [بروتين حامل الأسيل] + ثاني أكسيد الكربون + بروتين حامل الأسيل
وبالتالي ، فإن ركيزتين من هذا الإنزيم هما (Z) -hexadec-11-enoyl- [بروتين حامل الأسيل] ومالونيل- [بروتين حامل الأسيل] ، في حين أن نواتجه الثلاثة هي (Z) -3-أوكسوكتاديك- 13-إنويل- [بروتين حامل الأسيل] ، وثاني أكسيد الكربون ، و بروتين حامل الأسيل .
ينتمي هذا الإنزيم إلى عائلة الترانسفيرازات ، وتحديداً تلك المجموعات التي تنقل الأسيل ترانسفيرازات غير مجموعات أمينوأسيل. إن الاسم المنهجي لفئة الإنزيم هذه هو (Z) -hexadec-11-enoyl- [بروتين حامل الأسيل ]: مالونيل- [بروتين حامل الأسيل] C-أسيل ترانسفيراز (ينزع الكربوكسيل) . تشمل الأسماء الأخرى الشائعة الاستخدام KASII و KAS II و FabF و 3-oxoacyl-acyl protein synthase I و beta-ketoacyl-ACP synthase II . يشارك هذا الإنزيم في التخليق الحيوي للأحماض الدهنية .